# Явгильдинский сельсовет
Явгильдинский сельсовет — муниципальное образование в Караидельском районе Башкортостана.

## История
Согласно «Закону о границах, статусе и административных центрах муниципальных образований в Республике Башкортостан» имеет статус сельского поселения.

## Население
| 2002 | 2009  | 2010  | 2012 | 2013 | 2014 | 2015 |
| ---- | ----- | ----- | ---- | ---- | ---- | ---- |
| 1077 | ↘1012 | ↗1027 | ↘988 | ↘981 | ↘936 | ↘932 |
| 2016 | 2017  | 2018  |      |      |      |      |
| ↘901 | ↘893  | ↘891  |      |      |      |      |

## Состав сельского поселения
| № | Населённый пункт | Тип населённого пункта          | Население |
| - | ---------------- | ------------------------------- | --------- |
| 1 | Явгильдино       | деревня, административный центр | ↗453      |
| 2 | Тайкаш           | деревня                         | ↘547      |
| 3 | Тайга            | деревня                         | ↘27       |